# Første Mosebogs kulturelle indflydelse
 Der er for få eller ingen kildehenvisninger i denne artikel, hvilket er et problem. Du kan hjælpe ved at angive troværdige kilder til de påstande, som fremføres i artiklen.

Første Mosebogs kulturelle indflydelse haft stor betydning for kunst og litteratur gennem historien. Gennem mange stilperioder og af talrige malere og billedhuggere er motiver fra Første Mosebog blevet brugt. Desuden har skriftet haft stor indflydelse på kirkekunst som for eksempel altertavler og kalkmalerier i mange danske kirker. I litteraturen er fortællingerne af flere blevet brugt som skabeloner for gendigtninger af de kendte beretninger, og desuden er filosofiske og etiske emner taget op og behandlet i sammenhæng med Første Mosebog.

## I kunsten
Eksempler på kunstmalere som, som alle har skildret bibelske begivenheder:
- Mester Bertram af Minden
- Michelangelo Buonarroti (som blandt andet har medvirket ved udsmykningen af Det Sixtinske Kapel i Rom)
- Belbello da Pavia
- Henry Fussel.

- Adams skabelse. Fresko af Michelangelo Buonarroti i Det Sixtinske Kapel
- Adam og Eva fristes af slangen

- Noas ark
- Babelstårnet
- Abrahams ofring af Isak

### I kirken
I mange danske kirker er der kalkmalerier, hvor nogle af motiverne er hentet fra Første Mosebog, for eksempel i Ejsing Kirke i Ribe Stift. Desuden er bibelske beretninger i kirken blevet afbilledet på mange forskellige måder, for eksempel i ikoner, mosaikker, bøger og bibler, sten- og træudskæringer og på tekstiler.

## I musikken
I musikken er blandt andet historien om Josef blevet sat op som musical af Andrew Lloyd Webber i Joseph and the Amazing Technicolor Dreamcoat, med lyrik af Tim Rice. Den har blandt andet har været spillet på Broadway. Derudover har scener fra bogen været brugt som temaer i klassiske værker som for eksempel Haydns Skabelsen.

## I litteraturen
Søren Kirkegaard behandler i sit værk Frygt og Bæven beretningen om Abrahams ofring af Isak og forklarer situationen ved den teologiske suspension af det etiske.

## I juraen
Selvom Guds lov først bliver præsenteret rigtigt i Anden Mosebog med De 10 bud, indeholder Første Mosebog allerede retningslinjer for livet på jorden. Gud siger til mennesket: Bliv frugtbare og talrige, opfyld jorden, og underlæg jer den; hersk over havets fisk, himlens fugle og alle dyr, der rører sig på jorden! 1 Mos 1,28. Det har fået betydning for, hvordan man anser forholdet mellem mennesker på den ene side og resten af den skabte verden på den anden. Mennesket har ifølge Første Mosebog en særstatus, som sætter det i stand til at herske over resten af skabningen.
Gud siger som en forbandelse efter syndefaldet: Du skal begære din mand, og han skal herske over dig. 1 Mos 2,16. Gud skabte kvinden som mandens hjælper 1 Mos 2,18 og har dermed tydeligt markeret en forskel mellem de to køn, ikke i værdi, men forskel i funktion, som også har fået stor indflydelse på kønsrollemønstre op gennem tiden, og som er blevet tolket vidt forskelligt med kvindeundertrykkelse til følge.